# Henryk Konic

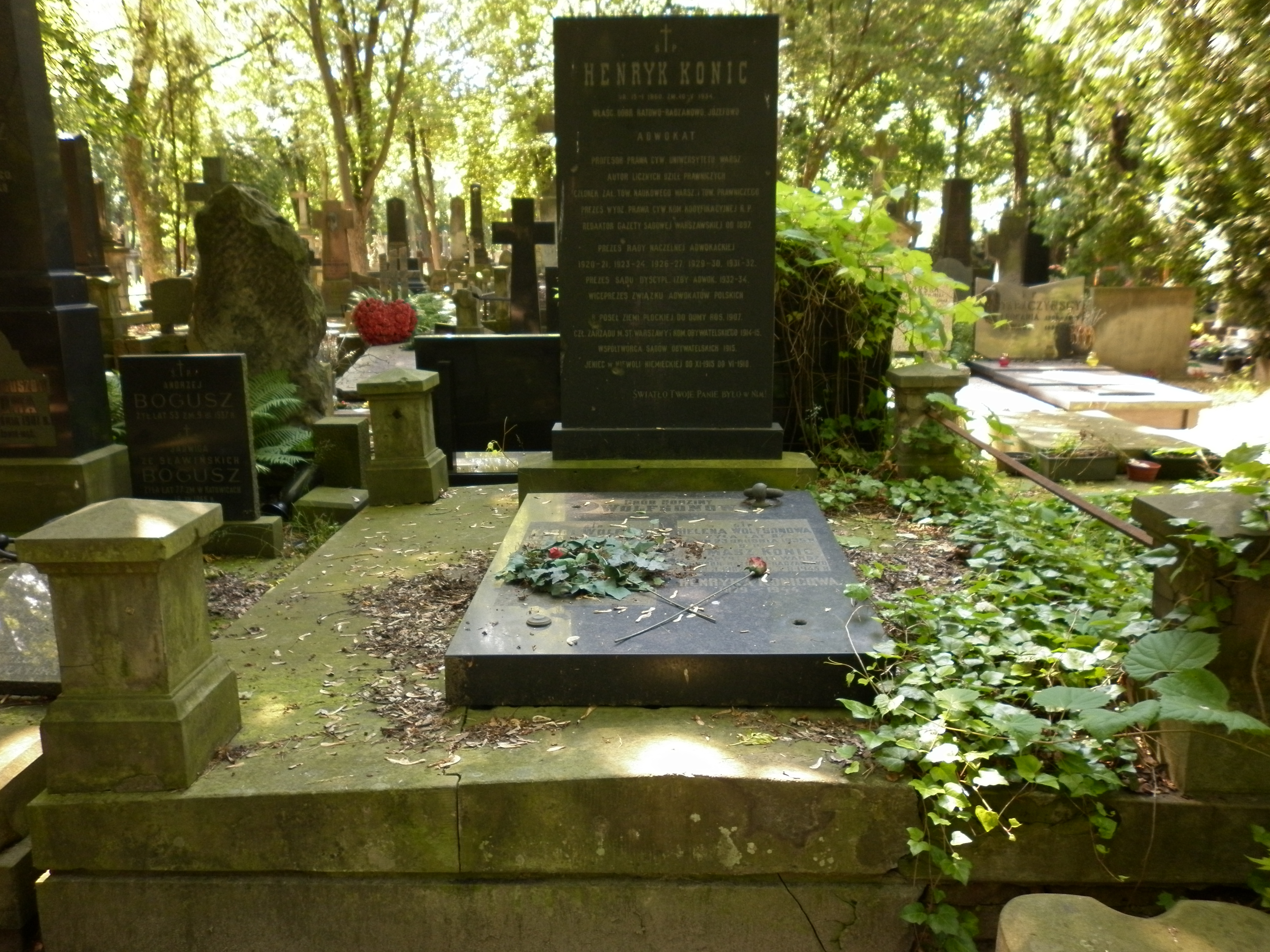
Grób Henryka Konica

Henryk Konic (ur. 15 stycznia 1860 w Warszawie, zm. 10 maja 1934 w Warszawie) – polski adwokat, publicysta, polityk, profesor Uniwersytetu Warszawskiego.

## Życiorys
Urodził się w rodzinie żydowskiej, jako syn przemysłowca Samuela (1821-1879) i Karoliny Kronenberg (1826-1913).
W 1881 ukończył studia prawnicze na Cesarskim Uniwersytecie Warszawskim. Początkowo aplikował przy Sądzie Okręgowym w Warszawie jako kandydat do posad sądowych w wydziale cywilnym i hipotecznym. Następnie został pomocnikiem (ówczesny odpowiednik aplikanta adwokackiego) adwokata Leona Krysińskiego.
Od 1881 współpracował z Gazetą Sądową Warszawską, w 1897 został jej redaktorem naczelnym, funkcję tę pełnił aż do śmierci.
W 1886 został wpisany na listę adwokatów. Był radcą prawnym Kolei Nadwiślańskiej, Banku Handlowego w Warszawie, Zakładów Żyrardowskich i Kasy im. Józefa Mianowskiego.
Był członkiem Związku Postępowo-Demokratycznego, założycielem Polskiej Partii Postępowej. W 1907 zasiadał w Drugiej Dumie jako wiceprezes Koła Polskiego i deputowany z guberni płockiej. Wraz z Franciszkiem Nowodworskim i Janem Steckim opracował projekt nadania autonomii Królestwu Polskiemu. Projekt, wzorowany na autonomii galicyjskiej, przewidywał przywrócenie stanowiska namiestnika, ustanowienie odrębnego, polskiego Sejmu, skarbu i sądownictwa. W skład rosyjskiego rządu miał wejść minister do spraw polskich. Tak daleko idąca propozycja była nie do przyjęcia dla władców Rosji, toteż podpisany przez 46 posłów polskich w dniu 19 kwietnia 1907, a złożony przewodniczącemu Dumy Fiodorowi Gołowinowi 23 kwietnia 1907 projekt nie doczekał się realizacji. 30 kwietnia 1907 deputowany Konic poparł wniosek rządu dotyczący zwiększenia skali poboru do wojska i wygłosił na forum Dumy mowę z której wynikało, że potęga Rosji, w tym potęga wojskowa, leży w dobrze pojętym interesie narodu polskiego.
Po wybuchu I wojny światowej został członkiem powstałego wówczas Centralnego Komitetu Obywatelskiego w Warszawie. Współtworzył także pierwsze polskie sądy obywatelskie i przewodniczył Wydziałowi Sądowemu Komitetu Obywatelskiego Miasta Warszawy, zalążkowi polskiego sądownictwa.
W 1915 został internowany przez Niemców i przebywał w obozach w Szczypiornie, Lubaniu oraz Getyndze. Był członkiem Komisji Sejmowo-Konstytucyjnej Tymczasowej Rady Stanu.
Po odzyskaniu niepodległości wszedł w skład Komisji Kodyfikacyjnej, stanął na czele jej Wydziału Prawa Cywilnego i objął przewodnictwo podkomisji odpowiedzialnej za opracowanie projektu kodeksu zobowiązań. Ponadto był członkiem Głównej Komisji Ziemskiej, prezesem Naczelnej Rady Adwokackiej w latach 1929–1930 i 1931–1932, prezesem Polskiego Prawniczego Komitetu Radiowego. Był prezesem Sądu Dyscyplinarnego Izby Adwokackiej w Warszawie i Stowarzyszenia Polsko-Francuskiego w Warszawie. Był członkiem rady Banku Handlowego i zarządu Towarzystwa Elektryczność.
Od 1919 wykładał prawo rzeczowe, prawo osobowe i prawo małżeńskie na Uniwersytecie Warszawskim, gdzie był profesorem.
W 1927 utworzył Towarzystwo Popierania Wiedzy Prawniczej, którego zadaniem było przejęcie wydawania Gazety Sądowej Warszawskiej. Zapoczątkował czterotomowy, encyklopedyczny projekt wydawniczy: Encyklopedię podręczną prawa prywatnego, którą w 1939 roku wydała w Warszawie Biblioteka Polska.
Był właścicielem dóbr Ratów.
Był żonaty z Henryką Wolfson (1879-1944), z którą miał dwóch synów: Kazimierza (1900-1904) i Tomasza (1902-1943).
Pochowany na cmentarzu Powązkowskim (kwatera 66-1-23/24)

## Ordery i odznaczenia
- Krzyż Komandorski Orderu Odrodzenia Polski (2 maja 1923)[5][6]
- Order Korony Włoch[7]
- Order Korony (Belgia) III klasy[7]
- Legia Honorowa IV i V klasy[7]

## Wybrane publikacje
- Rolnictwo i handel za czasów Księztwa Warszawskiego (1807–1815), Warszawa 1881
- Podręcznik dla władz gminnych obejmujący zbiór przepisów i postanowień, obowiązujących władze gminne w Królestwie Polskiem, Warszawa 1883, wraz z Henrykiem Olszewskim
- Kartka z dziejów oświaty w Polsce: władze oświecenia publicznego i oświata elementarna w Księztwie Warszawskim, Kraków 1895
- Dzieje prawa małżeńskiego w Królestwie Polskiem (1818–1836), Warszawa 1903
- Komisya rządząca 1807 r., Warszawa 1904
- Samorząd gminny w Królestwie Polskiem w porównaniu z innemi krajami europejskimi, Warszawa 1906
- Służebności w prawie cywilnem (rzeczowem): dodatek do wykładów uniwersyteckich prof. H. Konica, Warszawa 1927
- Encyklopedia podręczna prawa prywatnego: założona przez Henryka Konica, Warszawa 1939.